# Keisuke Hada
Keisuke Hada (født 20. februar 1978) er en tidligere japansk fodboldspiller.
Han har spillet for flere forskellige klubber i sin karriere, herunder Shimizu S-Pulse.